# Diogo Zeimoto
Diogo Zeimoto foi um aventureiro e navegador português, que juntamente com Fernão Mendes Pinto  e Cristóvão Borralho chegaram ao Japão em 1541.
Diogo Zeimoto é lembrado por ter introduzido armas de fogo no Japão.